# خردادسال
خردادسال سالگرد تولّد زرتشت است که زرتشتیان سرتاسر دنیا آن را جشن می‌گیرند. خصوصاً پارسیان هندی که این جشن را باشکوه برپا می‌کنند. مهمانی‌های زیادی در این روز برگزار می‌شود. همه با لباس‌های جدید و گل‌های معطر به استقبال این عید می‌روند.